# Weltmeisterschaften im Gewichtheben 2010
Die Weltmeisterschaften im Gewichtheben 2010 fanden vom 17. bis zum 26. September in Antalya, Türkei statt. Es waren die 78. Weltmeisterschaften der Männer und zugleich die 21. der Frauen. Die Veranstaltung war Teil der Qualifikation für die Olympischen Spiele 2012 in London.

## Allgemeines
Antalya war nach der Weltmeisterschaft 2001 und der Europameisterschaft 2002 bereits das dritte Mal Austragungsort einer internationalen Veranstaltung im Gewichtheben. Insgesamt wurden 15 Wettkämpfe in den jeweiligen Gewichtsklassen ausgetragen, acht bei den Männern und sieben bei den Frauen. Zusätzlich wurde die beste Nationalmannschaft sowie der relativ beste Heber und die relativ beste Heberin ausgezeichnet.
Die Weltmeisterschaften in Antalya stellten die erste Qualifikationsmöglichkeit für die  Olympischen Spiele 2012 in London dar.

## Medaillengewinner

### Männer

#### Klasse bis 56 kg
| Disziplin | Disziplin | Gold          | Gold   | Silber        | Silber | Bronze        | Bronze |
| --------- | --------- | ------------- | ------ | ------------- | ------ | ------------- | ------ |
| -56 kg    | Zweikampf | Wu Jingbiao   | 292 kg | Long Qingquan | 288 kg | Cha Kum-chol  | 280 kg |
| -56 kg    | Reißen    | Wu Jingbiao   | 132 kg | Cha Kum-chol  | 130 kg | Long Qingquan | 127 kg |
| -56 kg    | Stoßen    | Long Qingquan | 161 kg | Wu Jingbiao   | 160 kg | Carlos Berna  | 152 kg |

#### Klasse bis 62 kg
| Disziplin | Disziplin | Gold       | Gold   | Silber      | Silber | Bronze          | Bronze |
| --------- | --------- | ---------- | ------ | ----------- | ------ | --------------- | ------ |
| -62 kg    | Zweikampf | Kim Un-guk | 320 kg | Zhang Jie   | 315 kg | Erol Bilgin     | 314 kg |
| -62 kg    | Reißen    | Kim Un-guk | 147 kg | Erol Bilgin | 143 kg | Ding Jianjun    | 142 kg |
| -62 kg    | Stoßen    | Zhang Jie  | 174 kg | Kim Un-guk  | 173 kg | Eko Yuli Irawan | 172 kg |

#### Klasse bis 69 kg
| Disziplin | Disziplin | Gold        | Gold   | Silber         | Silber | Bronze       | Bronze |
| --------- | --------- | ----------- | ------ | -------------- | ------ | ------------ | ------ |
| -69 kg    | Zweikampf | Mete Binay  | 335 kg | Armen Kazaryan | 329 kg | Triyatno     | 324 kg |
| -69 kg    | Reißen    | Mete Binay  | 160 kg | Armen Kazaryan | 148 kg | Triyatno     | 146 kg |
| -69 kg    | Stoßen    | Kim Kum-sok | 181 kg | Armen Kazaryan | 181 kg | Bredni Roque | 180 kg |

#### Klasse bis 77 kg
| Disziplin | Disziplin | Gold                      | Gold   | Silber                    | Silber | Bronze           | Bronze |
| --------- | --------- | ------------------------- | ------ | ------------------------- | ------ | ---------------- | ------ |
| -77 kg    | Zweikampf | Tigran Geworg Martirosjan | 373 kg | Lu Xiaojun                | 370 kg | Tarek Yehia      | 356 kg |
| -77 kg    | Reißen    | Tigran Geworg Martirosjan | 173 kg | Lu Xiaojun                | 170 kg | Kianoush Rostami | 161 kg |
| -77 kg    | Stoßen    | Lu Xiaojun                | 200 kg | Tigran Geworg Martirosjan | 200 kg | Tarek Yehia      | 199 kg |

#### Klasse bis 85 kg
| Disziplin | Disziplin | Gold              | Gold   | Silber                    | Silber | Bronze           | Bronze |
| --------- | --------- | ----------------- | ------ | ------------------------- | ------ | ---------------- | ------ |
| -85 kg    | Zweikampf | Adrian Zieliński  | 383 kg | Alexei Jufkin             | 380 kg | Siarhei Lahun    | 377 kg |
| -85 kg    | Reißen    | Ara Chatschatrjan | 175 kg | Adrian Zieliński          | 173 kg | Alexei Jufkin    | 172 kg |
| -85 kg    | Stoßen    | Siarhei Lahun     | 211 kg | Yoelmis Hernandez Paumier | 210 kg | Adrian Zieliński | 210 kg |

#### Klasse bis 94 kg
| Disziplin | Disziplin | Gold             | Gold   | Silber           | Silber | Bronze           | Bronze |
| --------- | --------- | ---------------- | ------ | ---------------- | ------ | ---------------- | ------ |
| -94 kg    | Zweikampf | Alexander Iwanow | 403 kg | Artem Iwanow     | 402 kg | Valeriu Calancea | 397 kg |
| -94 kg    | Reißen    | Alexander Iwanow | 185 kg | Artem Iwanow     | 185 kg | Wladimir Sedow   | 180 kg |
| -94 kg    | Stoßen    | Valeriu Calancea | 220 kg | Alexander Iwanow | 218 kg | Andrei Demanow   | 218 kg |

#### Klasse bis 105 kg
| Disziplin | Disziplin | Gold          | Gold   | Silber               | Silber | Bronze               | Bronze |
| --------- | --------- | ------------- | ------ | -------------------- | ------ | -------------------- | ------ |
| -105 kg   | Zweikampf | Marcin Dołęga | 415 kg | Dmitri Klokow        | 415 kg | Wladimir Smortschkow | 410 kg |
| -105 kg   | Reißen    | Dmitri Klokow | 192 kg | Wladimir Smortschkow | 190 kg | Marcin Dołęga        | 188 kg |
| -105 kg   | Stoßen    | Marcin Dołęga | 227 kg | Dmitri Klokow        | 223 kg | Bartłomiej Bonk      | 222 kg |

#### Klasse über 105 kg
| Disziplin | Disziplin | Gold                    | Gold   | Silber                  | Silber | Bronze         | Bronze |
| --------- | --------- | ----------------------- | ------ | ----------------------- | ------ | -------------- | ------ |
| 105+ kg   | Zweikampf | Behdad Salimikordasiabi | 453 kg | Matthias Steiner        | 440 kg | Artem Udachyn  | 440 kg |
| 105+ kg   | Reißen    | Jewgeni Tschigischew    | 210 kg | Behdad Salimikordasiabi | 208 kg | Artem Udachyn  | 205 kg |
| 105+ kg   | Stoßen    | Matthias Steiner        | 246 kg | Behdad Salimikordasiabi | 245 kg | Jeon Sang-guen | 242 kg |

### Frauen

#### Klasse bis 48 kg
| Disziplin | Disziplin | Gold          | Gold   | Silber         | Silber | Bronze         | Bronze |
| --------- | --------- | ------------- | ------ | -------------- | ------ | -------------- | ------ |
| -48 kg    | Zweikampf | Nurcan Taylan | 214 kg | Sibel Özkan Öz | 205 kg | Tian Yuan      | 204 kg |
| -48 kg    | Reißen    | Nurcan Taylan | 93 kg  | Sibel Özkan Öz | 90 kg  | Tian Yuan      | 88 kg  |
| -48 kg    | Stoßen    | Nurcan Taylan | 121 kg | Tian Yuan      | 116 kg | Sibel Özkan Öz | 115 kg |

#### Klasse bis 53 kg
| Disziplin | Disziplin | Gold          | Gold   | Silber             | Silber | Bronze             | Bronze |
| --------- | --------- | ------------- | ------ | ------------------ | ------ | ------------------ | ------ |
| -53 kg    | Zweikampf | Chen Xiaoting | 222 kg | Aylin Daşdelen     | 211 kg | Yuderqui Contreras | 206 kg |
| -53 kg    | Reißen    | Chen Xiaoting | 100 kg | Yuderqui Contreras | 93 kg  | Aylin Daşdelen     | 90 kg  |
| -53 kg    | Stoßen    | Chen Xiaoting | 122 kg | Aylin Daşdelen     | 121 kg | Hiromi Miyake      | 113 kg |

#### Klasse bis 58 kg
| Disziplin | Disziplin | Gold         | Gold   | Silber             | Silber | Bronze             | Bronze |
| --------- | --------- | ------------ | ------ | ------------------ | ------ | ------------------ | ------ |
| -58 kg    | Zweikampf | Deng Wei     | 237 kg | Nastassja Nowikawa | 233 kg | Jong Chun-mi       | 230 kg |
| -58 kg    | Reißen    | Pak Hyon-suk | 103 kg | Nastassja Nowikawa | 103 kg | Deng Wei           | 102 kg |
| -58 kg    | Stoßen    | Deng Wei     | 135 kg | Jong Chun-mi       | 130 kg | Nastassja Nowikawa | 130 kg |

#### Klasse bis 63 kg
| Disziplin | Disziplin | Gold            | Gold   | Silber                          | Silber | Bronze          | Bronze |
| --------- | --------- | --------------- | ------ | ------------------------------- | ------ | --------------- | ------ |
| -63 kg    | Zweikampf | Maija Manesa    | 248 kg | Sibel Şimşek                    | 241 kg | Ouyang Xiaofang | 241 kg |
| -63 kg    | Reißen    | Ouyang Xiaofang | 112 kg | Sibel Şimşek                    | 111 kg | Kim Soo-kyung   | 107 kg |
| -63 kg    | Stoßen    | Maija Manesa    | 143 kg | Nisida Esther Palomeque Valoyes | 134 kg | O Jong-ae       | 130 kg |

#### Klasse bis 69 kg
| Disziplin | Disziplin | Gold               | Gold   | Silber   | Silber | Bronze          | Bronze |
| --------- | --------- | ------------------ | ------ | -------- | ------ | --------------- | ------ |
| -69 kg    | Zweikampf | Swetlana Schimkowa | 256 kg | Kang Yue | 253 kg | Meline Dalusjan | 251 kg |
| -69 kg    | Reißen    | Swetlana Schimkowa | 116 kg | Kang Yue | 113 kg | Meline Dalusjan | 112 kg |
| -69 kg    | Stoßen    | Swetlana Schimkowa | 140 kg | Kang Yue | 140 kg | Meline Dalusjan | 139 kg |

#### Klasse bis 75 kg
| Disziplin | Disziplin | Gold                | Gold   | Silber                 | Silber | Bronze                 | Bronze |
| --------- | --------- | ------------------- | ------ | ---------------------- | ------ | ---------------------- | ------ |
| -75 kg    | Zweikampf | Swetlana Podobedowa | 295 kg | Natalja Sabolotnaja    | 293 kg | Nadeschda Jewstjuchina | 283 kg |
| -75 kg    | Reißen    | Swetlana Podobedowa | 134 kg | Natalja Sabolotnaja    | 133 kg | Nadeschda Jewstjuchina | 123 kg |
| -75 kg    | Stoßen    | Swetlana Podobedowa | 161 kg | Nadeschda Jewstjuchina | 160 kg | Natalja Sabolotnaja    | 160 kg |

#### Klasse über 75 kg
| Disziplin | Disziplin | Gold               | Gold   | Silber      | Silber | Bronze             | Bronze |
| --------- | --------- | ------------------ | ------ | ----------- | ------ | ------------------ | ------ |
| 75+ kg    | Zweikampf | Tatjana Kaschirina | 315 kg | Meng Suping | 310 kg | Jang Mi-ran        | 309 kg |
| 75+ kg    | Reißen    | Tatjana Kaschirina | 145 kg | Meng Suping | 131 kg | Jang Mi-ran        | 130 kg |
| 75+ kg    | Stoßen    | Meng Suping        | 179 kg | Jang Mi-ran | 179 kg | Tatjana Kaschirina | 170 kg |

## Medaillenspiegel
| Platz  | Land                    | Gold | Silber | Bronze | Gesamt |
| 1      | Volksrepublik China     | 14   | 12     | 6      | 32     |
| 2      | Russland                | 9    | 8      | 8      | 25     |
| 3      | Kasachstan              | 5    | 0      | 1      | 6      |
| 4      | Türkei                  | 4    | 7      | 4      | 15     |
| 5      | Nordkorea               | 3    | 4      | 3      | 10     |
| 6      | Armenien                | 3    | 1      | 3      | 7      |
| 6      | Polen                   | 3    | 1      | 3      | 7      |
| 8      | Belarus                 | 1    | 2      | 2      | 5      |
| 9      | Iran                    | 1    | 2      | 1      | 4      |
| 10     | Rumänien                | 1    | 1      | 2      | 4      |
| 11     | Deutschland             | 1    | 1      | 0      | 2      |
| 12     | Ukraine                 | 0    | 2      | 2      | 4      |
| 13     | Südkorea                | 0    | 1      | 4      | 5      |
| 14     | Kolumbien               | 0    | 1      | 1      | 2      |
| 14     | Dominikanische Republik | 0    | 1      | 1      | 2      |
| 16     | Kuba                    | 0    | 1      | 0      | 1      |
| 17     | Ägypten                 | 0    | 0      | 2      | 2      |
| 18     | Indonesien              | 0    | 0      | 1      | 1      |
| 18     | Japan                   | 0    | 0      | 1      | 1      |
| Gesamt | Gesamt                  | 45   | 45     | 45     | 135    |

## Doping
Der Vietnamese Hoàng Anh Tuấn (4. Platz 56 kg), der Chinese Liao Hui (1. Platz 69 kg), der Rumäne Ninel Miculescu (2. Platz 69 kg) und der Turkmene Ruslan Ramazanov (105 kg) sowie die Französin Leila Lassouani (63 kg) wurden wegen Dopings disqualifiziert.